# Vahtang III.
Vahtang III. (gruz. ვახტანგ III; 1276. – 1308.), iz dinastije Bagration, bio je kralj Gruzije od 1302. do 1308. godine. Vladao je u vijeme mongolskih invazija na Gruziju. 
Bio je sin Dmitra II. Gruzijskog i princeze Trapezuntskog Carstva. Za kralja ga je, 1302. godine, imenovao ilkan Gazan, dok je u isto vrijeme, u zapadnom dijelu kraljevstva, vladao brat mu, David VIII. Vahtang je kontrolirao glavni grad Tbilisi i dijelove južnih i istočnih provincija kraljevine. Nakon ne baš uspješnog ratovanja s Davidovim gerilcima, dvojica braće su se dogovorila vladati kraljevinom zajednički. Međutim, Vahtang je većinu vremena proveo kao zapovjednik gruzijskoj i armenskoj savezničkoj vojsci u bezbrojnim mongolskim pohodima, osobito na Damask (1303.) i Gilan (1304.)
Vahtang je bio oženjen s Ripsime, koju Gruzijska kronika iz 18. stoljeća spominje kao plemkinju obitelji Šaburidze. Iz njihova braka poznata su najmanje dva sina:
- Dmitar, vladar Dmanisija i
- Juraj, vladar Samšvildea